# Collinsia ksenia
Collinsia ksenia är en spindelart som först beskrevs av Crosby och Bishop 1928.  Collinsia ksenia ingår i släktet collinsior, och familjen täckvävarspindlar. Inga underarter finns listade i Catalogue of Life.